# 日本の古本屋
日本の古本屋（にほんのふるほんや）は、東京都古書籍商業協同組合が運営するオンライン書店。日本全国の古書店900店以上が出品する。

## 概要
2020年12月時点で、全958店・約606万冊の出品、約7万件・3億800万円の月間受注があり、国内最大規模の古書店サイトと評される。
運営者は東京都古書籍商業協同組合（東京古書組合）だが、出品者は東京都に限らず全国古書籍商組合連合会（全古書連）加盟の古書店である。無店舗販売の店もある。
サイト上では、古書の検索と注文、古書店の検索、古書イベント情報・古本ワンポイント知識の閲覧などができる。無料の会員登録をすれば「気になる本」「探求書」システムの利用や、メールマガジンの購読もできる。
扱う古書は幅広く、近現代の稀覯本・雑誌、前近代の写本・巻物・浮世絵・和装本・漢籍・古洋書にまで及ぶ。なかには自社製レトルトカレーを販売する店もある。

## 歴史
1996年3月、東京古書組合が、古書業界のインターネット参画の試みとしてドメインを取得し、同年8月にサイトを開設した。当初は各古書店の紹介をメインとし、注文は電話やファックスで受けていた。
1999年、大日本印刷・三菱商事との共同事業となり、注文をメールで受けるオンライン書店・ECサイトとしての「日本の古本屋」がスタートした。このとき東京古書組合でなく全古書連が運営者となった。
2001年6月、共同事業が収益化困難と判断され終結。同年7月、全古書連から東京古書組合に運営が継承された。このころ存続の危機に陥るも、データベースや検索機能を強化するリニューアルにより持ち直した。
2001年6月に2800万円だった月間受注金額が、2002年12月に1億円を突破、2007年には2億円を突破した。
2009年、国立情報学研究所運営の検索エンジン「想 - IMAGINE Book Search」の検索対象に加わった。
2012年頃から、それまで右肩上がりだった受注金額が、横這いから下降気味になった。そこで、同年開設した公式Twitterアカウントでハッシュタグ「#なんとかせえよ日本の古本屋」を使用し、ユーザーからフィードバックを募った。これにより得た課題の解決に取り組みつつ、ネット広告の導入や、Google検索にかかりやすくするSEO対策にも注力した。
2015年、サイトデザインをリニューアルした。
2020年12月、月間受注金額が3億円を突破した。

## 関連書籍
- 南陀楼綾繁『古本マニア採集帖』皓星社、2021年（メールマガジンの連載の書籍化）
- 佐古田亮介 編『東京古書組合百年史』東京都古書籍商業協同組合、2021年（本サイトの歴史も記されている[1]）